# Amanda Reason
Amanda Reason (LaSalle, 22 agosto 1993) è una nuotatrice canadese, detentrice del record mondiale dei 50 metri dorso.

## Biografia
L'8 luglio 2009, a soli quindici anni, diventa la prima nuotatrice canadese dai tempi di Allison Higson a stabilire un primato del mondo in vasca lunga nuotando in 30"23 i 50 metri rana ai trials canadesi, abbassando di otto centesimi il precedente record di Jade Edmistone risalente al 2006. Il suo record verrà poi battuto meno di un mese dopo dalla russa Julija Efimova ai Mondiali di Roma, dove la Reason si classificherà soltanto settima in finale.

## Palmarès
| Mondiali giovanili     | 50 m rana    | 4 x 100 m misti                 |
| 2008 Monterrey Messico | Bronzo 32"02 | Bronzo: 4'07"76 frazione: 31"25 |